# Abraham van den Blocke

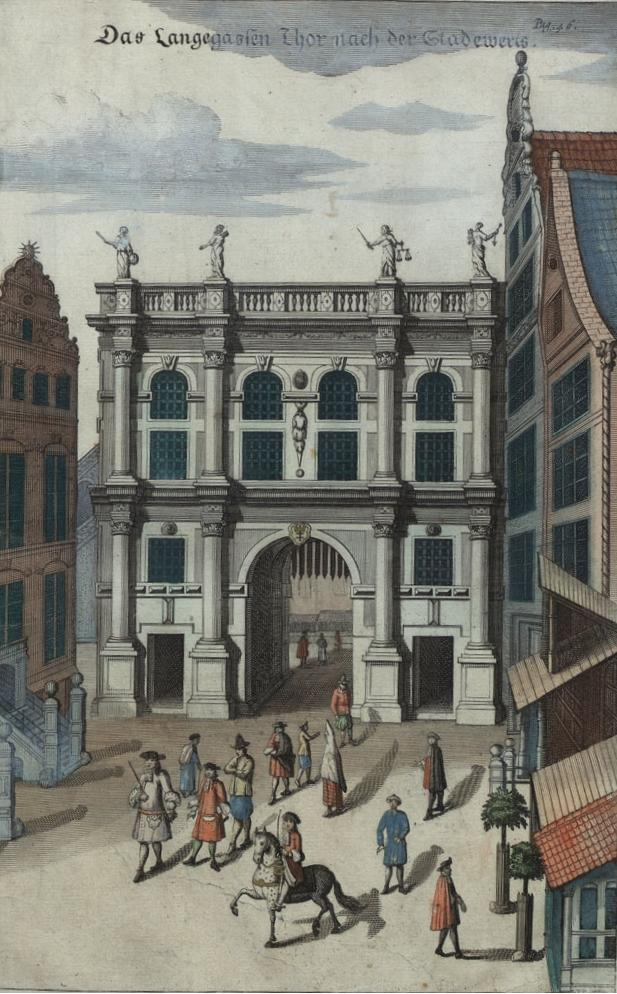
De Gouden Poort in Danzig in 1687

Abraham van den Blocke (Koningsbergen, 1572 - Danzig, 31 januari 1628) was een Duitse architect en beeldhouwer van Vlaamse afkomst. Zijn vader was de beroemde architect Willem van den Blocke. Hij trouwde drie keer en kreeg veertien kinderen. Zijn werken waren in de stijl van het maniërisme en vroegbarok. 
Hij ontwierp in Danzig de Gouden Poort (1612-1614), Neptunusbronnen en het Speymannhuis. Van 1616 tot 1617 werkte hij mee aan de verbouwing van het Artushof.
- Gemeinsame Normdatei: 132702355
- International Standard Name Identifier: 0000 0000 6685 3285
- Nationale Bibliotheek van Polen: a0000003362943
- RKD-Nederlands Instituut voor Kunstgeschiedenis: 459416
- SNAC: w6z90jzs
- Union List of Artist Names: 500120389
- Virtual International Authority File: 3641212
- WorldCat: E39PBJxCwtcQQgB684QykqfrMP